# Lionel Koechlin
 (février 2025).
Pour les articles homonymes, voir Koechlin.
Lionel Koechlin (prononcé ke'klɛ̃ ; né le 6 juin 1948 à Paris) est un auteur-illustrateur français.

## Biographie
Né à Paris, Lionel Koechlin a fait des études d'art et travaille dans la presse, la publicité et l'édition. Il a publié plus de cent ouvrages illustrés depuis 1973, pour adultes et pour la jeunesse.
Il est le frère de Philippe Koechlin (1938-1996), journaliste et réalisateur.
En 1991, il obtient la "Mention" Premio Grafico Fiera di Bologna per l'Infanzia de  la Foire du livre de jeunesse de Bologne (Italie) pour son ouvrage jeunesse  Le yéti qui n'aimait pas le ski. En 1998, à cette même Foire du livre de jeunesse de Bologne, il est récompensé de la "Mention" Fiction Young Adults, pour l'ouvrage Chat et chien dans Paris, qu'il a réalisé avec son frère Philippe Koechlin.

## Œuvre
- 1973 : Les Mémoires du colonel jardinier (qui exprime les goûts pacifistes de l'auteur, le colonel présentant une certaine ressemblance avec le Charles de Gaulle|général de Gaulle) ;
- 1974 : Les Musiciens de la noce ;
- 1979 : L'alphabet d'Albert ;
- 1980 : Trois baleines bleues ;
- 1981 : Albert et Cachou vont au cirque ;
- 1985 :
  - L'anniversaire du soldat Caramel ;
  - Le bleu (Grigri) ;
  - Le jaune (Grigri) ;
  - Le rouge (Grigri) ;
- 1986 : Le blanc et le noir (Grigri) ;
- 1987 : 365 Porte-bonheurs ;
- 1988 : Je découvre l'allemand ;
- 1989 :
  - Le réveillon du Père Noël ;
  - Je découvre l'espagnol ;
  - Je découvre l'italien ;
  - Je découvre l'anglais ;
- 1990 :
  - Le yeti qui n'aimait pas le ski ;
  - Jeux de rîmes ;
  - Jeux de lettres ;
  - Jeux de formes ;
  - Jeux d'espace ;
  - Jeux de chiffres ;
  - Jeux de couleurs ;
  - L'alphabet géant pour les tout petits;
- 1991 :
  - Grigri compte ;
  - Grigri plante un arbre ;
  - Grigri skie ;
  - Grigri fait une tarte ;
- 1993 : Albert et Cachou vont au cirque ;
- 1994 :
  - Les vacances de l'alphabet ;
  - Les yeux de Maman ;
- 1995 :
  - Un et ses amis ;
  - Monsieur Goutte au nez ;
- 1996 :
  - Entre Chien et Chat, sur des textes de Philippe Koechlin ;
  - Le Père Noël est sans rancune ;
  - Je découvre ;
- 1997 : Chien et Chat dans Paris, sur des textes de Philippe Koechlin ;
- 1998 : Le Pompier Totof ;
- 1999 :
  - Le tricycle de Peluchon ;
  - La peinture de Peluchon ;
  - Colossal Circus ;
- 2000 :
  - Le gorille vandale ;
  - L'oiseau courageux ;
  - Kamasutra blues ;
- 2001 : Le Piano de Peluchon.
- 2004 : Programme de Colossal Circus.
- 2005 : Chien et Chat au zoo.
- 2006 :
  - Sandwich et compagnie ;
  - Petites annonces ;
  - Le but en or ;
- 2007 : 
  - Grand catalogue de bébés ;
  - Chien et Chat débloquent.
- 2008 : Le Tennis Punk.
- 2010 : 
  - Croquis parisiens;
  - Le goûter déguisé;
  - Le football punk.
- 2011 :
  - Chercheurs d'or ;
  - Les couleurs de Grigri.
- 2012 :
  - Un chien vantard ;
  - Un chat capricieux ;
  - Un hamster gourmand ;
  - Un poisson amical ;
  - Lecture pour toutous .
- 2013 : Le piéton contemporain.
- 2014 :
  - Retire ce doigt de ton nez ;
  - La vie mystérieuse d'Octave Impérial.

## Autres travaux
- Lionel Koechlin a illustré la pochette du 30 cm (33t)  Duke (1980) du groupe Genesis, comme le même moyen[Quoi ?] du alphabet d'Albert.
- Prix international de la meilleure affiche pour l'affiche du film Tango de Patrice Leconte, présenté au festival de Cannes en 1994.

## Pour approfondir